# Gmina Istočni Mostar
Gmina Istočni Mostar (serb. Општина Источни Мостар / Opština Istočni Mostar) – gmina w Bośni i Hercegowinie, w Republice Serbskiej. W 2013 roku liczyła 244 mieszkańców.